# Thopeutica
Thopeutica es un género de coleópteros adéfagos de la familia Carabidae.

## Especies
Contiene las siguientes especies:
- Thopeutica afonini Matalin, 1998
- Thopeutica albapicalis (W.Horn, 1892)
- Thopeutica albolabiata Cassola & Brzoska, 2008
- Thopeutica alexanderriedeli Werner & Wiesner, 1999
- Thopeutica allardiana Cassola, 1991
- Thopeutica angulihumerosa (W.Horn, 1929)
- Thopeutica apiceflava Cassola, 1991
- Thopeutica aurothoracica (W.Horn, 1897)
- Thopeutica banggai (Cassola, 1991)
- Thopeutica basidondo Cassola & Brzoska, 2008
- Thopeutica beccarii Cassola, 1991
- Thopeutica boettcheri Cassola & Ward, 2004
- Thopeutica brendelli (Cassola, 1991)
- Thopeutica bugis Cassola, 1991
- Thopeutica butonensis (Cassola, 1996)
- Thopeutica clara (Schaum 1860)
- Thopeutica conspicua (Schaum, 1862)
- Thopeutica curvipenis (Cassola & Wiesner, 2001)
- Thopeutica darlingtonia Cassola & Ward, 2004
- Thopeutica davaoensis Cassola & Ward, 2004
- Thopeutica diana (J.Thomson, 1859)
- Thopeutica djufriana Matalin, 1998
- Thopeutica duffelsi (Cassola, 1991)
- Thopeutica dumogabonei (Cassola, 1991)
- Thopeutica eanula (W.Horn, 1905)
- Thopeutica eustalacta (Schaum, 1861)
- Thopeutica eximia (Linden, 1829)
- Thopeutica flavilabris (W.Horn, 1913)
- Thopeutica fugax (Schaum, 1862)
- Thopeutica fulvescens W.Horn, 1892
- Thopeutica gerstmeieri Werner & Wiesner, 1997
- Thopeutica glorioparadoxa (W.Horn, 1913)
- Thopeutica gloriosa (Schaum 1861)
- Thopeutica gloriosula (W.Horn, 1913)
- Thopeutica grossipenis Cassola & Brzoska, 2008
- Thopeutica guttula (Fabricius, 1801)
- Thopeutica haffendeni Cassola & Brzoska, 2008
- Thopeutica hiro Cassola, 1991
- Thopeutica hirofumii (Cassola, 1991)
- Thopeutica horii (Cassola, 1991)
- Thopeutica judithae Cassola & Brzoska, 2008
- Thopeutica kalisi (Cassola, 1991)
- Thopeutica kobayashii (Cassola, 1991)
- Thopeutica krikkeni (Cassola, 1991)
- Thopeutica kurbatovi (Matalin, 1998)
- Thopeutica labrosetosa Cassola & Brzoska, 2008
- Thopeutica luwuk Cassola, 1991
- Thopeutica luzona Cassola & Ward, 2004
- Thopeutica major Cassola, 1991
- Thopeutica microcephala (W.Horn, 1924)
- Thopeutica milanae Wiesner, 1992
- Thopeutica naja Cassola & Brzoska, 2008
- Thopeutica negrosicola Cassola & Ward, 2004
- Thopeutica nishiyamai (Cassola, 1991)
- Thopeutica palawanensis Cassola & Ward, 2004
- Thopeutica parva Cassola, 1991
- Thopeutica paulina Cassola & Brzoska, 2008
- Thopeutica perconspicua Cassola & Ward, 2004
- Thopeutica posoana Cassola & Brzoska, 2008
- Thopeutica problematica (Cassola, 1996)
- Thopeutica prolongata (Kirby, 1985)
- Thopeutica pseudofulvescens (Cassola & Wiesner, 2001)
- Thopeutica pseudointerposita (W.Horn, 1924)
- Thopeutica pseudoluzona Cassola & Ward, 2004
- Thopeutica pseudopaluensis Sawada & Wiesner, 1994
- Thopeutica pseudoschaumi Cassola & Brzoska, 2008
- Thopeutica punctipennis (Jordan, 1894)
- Thopeutica rolandmuelleri Cassola, 2000
- Thopeutica rugothoracica (W.Horn, 1907)
- Thopeutica sabiri Cassola & Brzoska, 2008
- Thopeutica sawadai Cassola, 1991
- Thopeutica schaumi (W.Horn, 1892)
- Thopeutica simulatrix (W.Horn, 1896)
- Thopeutica sphaericollis (W.Horn, 19319
- Thopeutica stenodera (Schaum, 1861)
- Thopeutica storki (Cassola, 1991)
- Thopeutica suavis (W.Horn, 1896)
- Thopeutica suavissima (Schaum, 1862)
- Thopeutica subaurothoracica Cassola & Brzoska, 2008
- Thopeutica tambusisii (Kirby, 1985)
- Thopeutica theratoides (Schaum, 1861)
- Thopeutica togiana (Cassola, 1991)
- Thopeutica toraja Cassola, 1991
- Thopeutica triangulomicans (W.Horn, 1942)
- Thopeutica vantoli Cassola, 1991
- Thopeutica virginalis (W.Horn, 1901)
- Thopeutica virginea (Schaum 1860)
- Thopeutica waltheri (Heller, 1896)
- Thopeutica werneriana Cassola, 1991
- Thopeutica whitteni Cassola, 1991
- Thopeutica zetteli Cassola & Ward, 2004